# Donald Moffat
Donald Moffat (ur. 26 grudnia 1930 w Plymouth, zm. 20 grudnia 2018 w Sleepy Hollow) – brytyjsko–amerykański aktor charakterystyczny.
Za rolę Josepha Rauha w dokumentalnym dramacie biograficznym Pokój snu (The Sleep Room, 1998) był nominowany do Nagrody Gemini.

## Życiorys
Urodził się w Plymouth w hrabstwie Devon w Anglii jako jedyne dziecko Kathleen Mary (z domu Smith) i Waltera George’a Moffata, agenta ubezpieczeniowego. Jego ojciec był pochodzenia szkockiego. Jego rodzice prowadzili pensjonat w Totnes. Po ukończeniu studiów w miejscowej szkole im. Króla Edwarda VI i odbyciu służby wojskowej w British Army w latach 1949–1951, Moffat kształcił się w Royal Academy of Dramatic Art w Londynie (absolwent 1954).
W 1954 związał się z londyńskim teatrem The Old Vic, gdzie zadebiutował w roli pierwszego mordercy w tragedii szekspirowskiej Makbet i wystąpił jako Sir Stephen Scroop w Ryszardzie II (1955), hrabia Douglasa w Henryku IV, części 1 (1955) i hrabia Warwicka w Henryku IV, części 2 (1955). W 1956 przeniósł się do Oregonu i przez krótki czas pracował jako barman i drwal. Następnie wyjechał do Princeton w New Jersey, gdzie pracował jako cieśla. W 1957 trafił na Broadway w spektaklu Dylana Thomasa Pod Mlecznym Drzewem. W 1967 był dwukrotnie nominowany do Tony Award za rolę Martina Vanderhofa w przedstawieniu Luigiego Pirandella Tak jest, jak się państwu zdaje i jako Hjalmar Ekdal w sztuce Henrika Ibsena Dzika kaczka. W 1983 za rolę Gardnera Churcha w produkcji off-Broadwayowskiej Malowanie kościołów został uhonorowany nagrodą Obie.
Po raz pierwszy wystąpił na ekranie jako obserwator na statku Swanston w dramacie wojennym Bitwa o ujście rzeki (The Battle of the River Plate, 1956) w reżyserii Michaela Powella i Emerica Pressburgera. W biograficznym dramacie telewizyjnym ABC Jacqueline Bouvier Kennedy (1981) wcielił się w postać Hugh Auchinclossa, maklera giełdowego i prawnika, drugiego męża Janet Lee Bouvier, matki Pierwszej Damy Jacqueline Kennedy Onassis (w tej roli Jaclyn Smith). W historycznym dramacie przygodowym Philipa Kaufmana Pierwszy krok w kosmos (The Right Stuff, 1983) został obsadzony w roli wiceprezydenta Lyndona B. Johnsona. W ekranizacji powieści Toma Clancy’ego Stan zagrożenia (Clear and Present Danger, 1994) w reż. Phillipa Noyce’a zagrał postać skorumpowanego prezydenta USA. W horrorze fantastycznonaukowym Johna Carpentera Coś (The Thing, 1982) wystąpił jako Garry, zarządca stacji.
22 maja 1954 zawarł związek małżeński z Anne Murray Ellsperman, z którą miał córkę Kathleen Wendy i syna Gabriela. W sierpniu 1968 rozwiedli się. 13 czerwca 1970 poślubił Gwen Arner, z którą miał dwie córki: Lynn i Catherine.
Zmarł 20 grudnia 2018 w Sleepy Hollow w stanie Nowy Jork z powodu powikłań po udarze, sześć dni przed swoimi 88. urodzinami.

## Filmografia
Filmy
- Bitwa o ujście rzeki (1956) jako Swanston, obserwator na statku
- Rachelo, Rachelo (1968) jako Niall Cameron
- R.P.M. (1970) jako Perry Howard
- Wielki napad w Minnesocie (1972) jako Manning
- Rozgrywka (1973) jako Art Williams
- Człowiek Terminal (1974) jako dr Arthur McPherson
- Trzęsienie ziemi (1974) jako dr Harvey Johnson
- Zew krwi (1976) jako Simpson
- Zdrowie (1980) jako płk. Cody
- Popeye (1980) jako poborca podatkowy
- Coś (1982) jako Garry
- Pierwszy krok w kosmos (1983) jako Lyndon B. Johnson
- Kto pokocha moje dzieci? (1983) jako Dick Thomas
- Zatoka Alamo (1985) jako Wally
- Najlepsze czasy (1986) jako pułkownik
- Potwór w szafie (1986) jako gen. Franklin D. Turnbull
- Daleko na północy (1988) jako wujek Dane
- Tożsamość Bourne’a (1988) jako David Abbott
- Nieznośna lekkość bytu (1988) jako główny chirurg
- Pozytywka (1989) jako Harry Talbot
- Fajerwerki próżności (1990) jako pan McCoy
- Kalejdoskop (TV, 1990) jako Arthur Patterson
- Kojak: Kwiaty dla Matty’ego (1990) jako Garrett Fitzsimons
- Precedensowa sprawa (1991) jako Fred Quinn
- Odnaleźć siebie (1991) jako Charlie Cameron
- Dzika lokatorka (1992) jako George Davis, ojciec Newtona
- Miłość, zdrada i szmal (1993) jako Frank Harrington
- Zagubieni w raju (1994) jako Clifford Anderson
- Stan zagrożenia (1994) jako prezydent Bennett
- Czułe słówka: ciąg dalszy (1996) jako Hector Scott
- Kto zabił ciotkę Cookie? (1999) jako Jack Palmer
- 61* (2001) jako Ford Frick

Seriale TV
- Gunsmoke (1955-75) jako Joseph Graham (gościnnie, 1974)
- Bonanza (1959-73) jako sędzia MacIntyre (gościnnie, 1970)
- Mission: Impossible (1966-73) jako Alex Pierson (gościnnie, 1971)
- Mannix (1967-75) jako Don McGrath (gościnnie, 1973)
- Ironside (1967-75) jako Hartz/Daniel Keyes (gościnnie; 1972 i 1974)
- Tylko jedno życie (1968-2012) jako dr Marcus Polk (w odcinkach z l. 1968–1969)
- Hawaii Five-O (1968-80) jako dr David Forbes (gościnnie, 1970)
- Domek na prerii (1974–1983) jako Nathaniel Mears (gościnnie, 1978)
- Dallas (1978–1991) jako Brooks Oliver (gościnnie w 3 odcinkach, l. 1982–1983)
- Strefa mroku (1985–1989) jako dr Chandler (gościnnie, 1985)
- Napisała: Morderstwo (1984–1996) jako Tim Carver (gościnnie, 1985)
- Prawnicy z Miasta Aniołów (1986–1994) jako sędzia Lawrence O’Neil (gościnnie, 1989)
- Columbo jako Sheldon Hays (w odc. pt. Nie czas na umieranie z 1992)
- Miejskie opowieści (1993) jako Edgar W. Halcyon
- Doktor Quinn (1993-98) jako Walt Whitman (gościnnie, 1997)
- Magia sukcesu (2000) jako Robert „The Kaiser” Roberts
- Prezydencki poker (1999–2006) jako Talmidge Cregg (gościnnie, 2003)
- Prawo i bezprawie (2005–2006) jako sędzia Matthew Sherwood (gościnnie, 2005)